# Буре, Кэндис Камерон
Кэ́ндис Ка́мерон Буре́ (англ. Candace Cameron Bure; урождённая Кэндис Хелейн Камерон (англ. Candace Helaine Cameron); 6 апреля 1976) — американская актриса, продюсер, телеведущая и писательница. Наибольшую известность ей принесла роль Джей Ди Таннер-Фуллер в ситкоме «Полный дом» (1987—1995) и его сиквеле «Более полный дом» (2016—2020).

## Личная жизнь
С 22 июня 1996 года Буре замужем за хоккеистом Валерием Буре. У них есть трое детей — дочь Наташа (род. 1998), а также сыновья Лев (род. 2000) и Максим (род. 2002).

## Избранная фильмография
| Год       |    | Русское название          | Оригинальное название        | Роль                  |
| --------- | -- | ------------------------- | ---------------------------- | --------------------- |
| 1982—1984 | с  | Сент-Элсвер               | St. Elsewhere                | Меган Уайт            |
| 1987      | ф  | Нечто замечательное       | Some Kind of Wonderful       | Синди Нельсон         |
| 1987—1995 | с  | Полный дом                | Full House                   | Ди Джей Таннер        |
| 1988      | ф  | Изюминка                  | Punchline                    | Кэрри                 |
| 1993      | тф | Прячься, бабушка! Мы едем | To Grandmother's House We Go | первая зрительница    |
| 2009—2012 | с  | Добиться или сломаться    | Make It or Break It          | Саммер ван Хорн       |
| 2016—2020 | с  | Более полный дом          | Fuller House                 | Ди Джей Таннер-Фуллер |